# Shanmen Shuiku
Shanmen Shuiku är en reservoar i Kina. Den ligger i provinsen Hunan, i den södra delen av landet, omkring 240 kilometer nordväst om provinshuvudstaden Changsha. Shanmen Shuiku ligger 136 meter över havet. Arean är 3,6 kvadratkilometer. I omgivningarna runt Shanmen Shuiku växer huvudsakligen savannskog. Den sträcker sig 3,0 kilometer i nord-sydlig riktning, och 5,4 kilometer i öst-västlig riktning.
Genomsnittlig årsnederbörd är 1 565 millimeter. Den regnigaste månaden är maj, med i genomsnitt 222 mm nederbörd, och den torraste är december, med 22 mm nederbörd.